# Nasua narica nelsoni
Il coati di Nelson (Nasua narica nelsoni Merriam, 1901) è una sottospecie di coati dal naso bianco endemica dell'isola di Cozumel, al largo della penisola messicana dello Yucatán.

## Descrizione
Il coati di Nelson è simile alle altre sottospecie di coati dal naso bianco, ma se ne differenzia per il pelo corto, abbastanza morbido e setoso, e le dimensioni alquanto più piccole, che rappresentano una forma di nanismo insulare. Presenta una lunghezza totale compresa tra 74 e 78 centimetri, mentre gli esemplari della costa adiacente raggiungono una lunghezza di oltre un metro, ma nonostante questo le sue dimensioni rientrano nel range delle dimensioni della specie. La pelliccia è bruno-rossastra scura e leggermente grigiastra e la coda non è anellata.

## Biologia
Le sue abitudini sono poco conosciute, ma non sembrano discostarsi molto da quelle delle altre sottospecie di coati dal naso bianco.

## Conservazione
Il coati di Nelson è molto raro. Nel 1996 la IUCN lo classificò come «specie in pericolo» (Endangered), ma da quando la sua posizione tassonomica è cambiata – essendo attualmente considerato una sottospecie del coati dal naso bianco – a partire dal 2008 non è più elencato separatamente sulla Lista rossa delle specie in pericolo di estinzione. Tuttavia, le bozze da sottoporre alla IUCN lo elencavano provvisoriamente come «specie in pericolo critico» (Critically Endangered).
Cozumel si trova nella fascia principale dei cicloni tropicali, e gli uragani rappresentano la minaccia di tipo ambientale più grave. Il coati di Nelson non ha nemici naturali, ma può essere ucciso dai cani randagi. L'introduzione di specie estranee come boa costrittori, topi domestici e ratti, nonché di cani e gatti randagi, tutti quanti possibili predatori, concorrenti e vettori di malattie, costituisce un ulteriore problema. Il coati di Nelson è soggetto ai potenziali rischi provocati dall'introgressione e dal salto di specie di agenti patogeni e malattie provocate dall'introduzione di coati dal naso bianco non indigeni dell'isola, nonché dalla cattura di esemplari tenuti come animali domestici, dalla crescita della popolazione e dal crescente turismo. Inoltre, con l'espansione della rete stradale, sempre più esemplari vengono investiti e l'habitat viene distrutto e frammentato.

## Tassonomia
Lo status tassonomico di questo taxon è controverso. Oltre a Merriam, anche Jones e Lawlor (1965) considerarono il coati di Nelson una specie separata a causa delle sue dimensioni più piccole. Tale opinione fu in seguito condivisa da Hall et al. (1981) e da Glatston (1994), che però accettò l'ipotesi, già portata avanti da altri studiosi, che si trattasse di una popolazione portata sull'isola dai Maya. Per Decker (1991), dopo il confronto con esemplari della terraferma, si trattava di una sottospecie del coati dal naso bianco (Nasua narica nelsoni). Poiché per affermare la validità di una specie è necessario combinare i dati molecolari con gli studi morfologici, Cuarón et al. (2004, 2009) hanno preferito aspettare l'arrivo di dati più affidabili prima di esporsi e dichiarare il coati di Nelson una specie separata. Tuttavia, attualmente è opinione maggiormente accettata tra gli esperti il considerarlo una sottospecie.